# Sinclair QL
A Sinclair QL egy személyi számítógép, amelyet a Sinclair Research cég készített 1984-ben, a Sinclair ZX Spectrum utódjaként. A névben szereplő QL a quantum leap szavak rövidítése, ami magyarul kvantumugrást ill. kvantumátmenetet jelent. A QL gép központi processzora egy Motorola 68008 mikroprocesszor, amely külsőleg 8 bites multiplexelt adatsínnel rendelkezett, azonban a belső felépítése 32 bites. A gépet nem pusztán hobbiszámítógépnek szánták, hanem üzleti számítógépnek is kisvállalkozások számára, ám nem lett sikeres: körülbelül 150 000 példányt adtak el belőle.

## Leírás

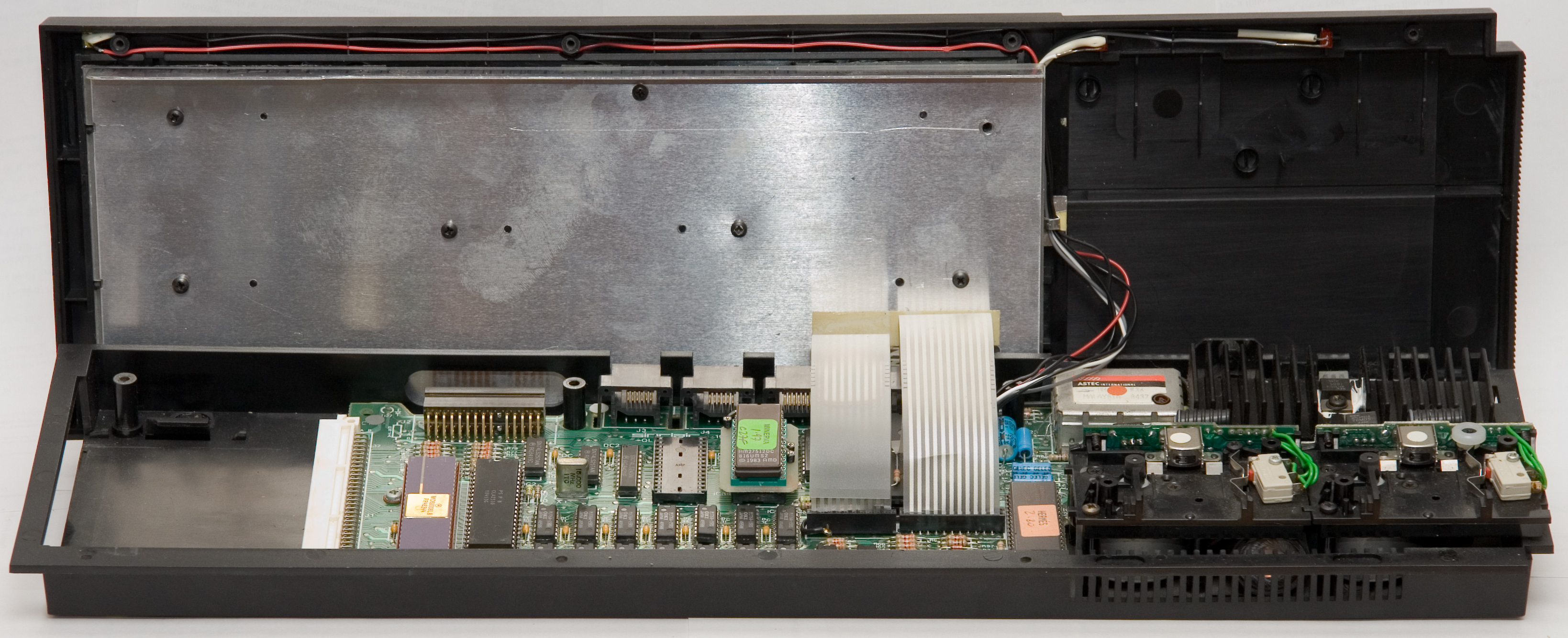
A QL belseje (Minerva ROM egységgel)

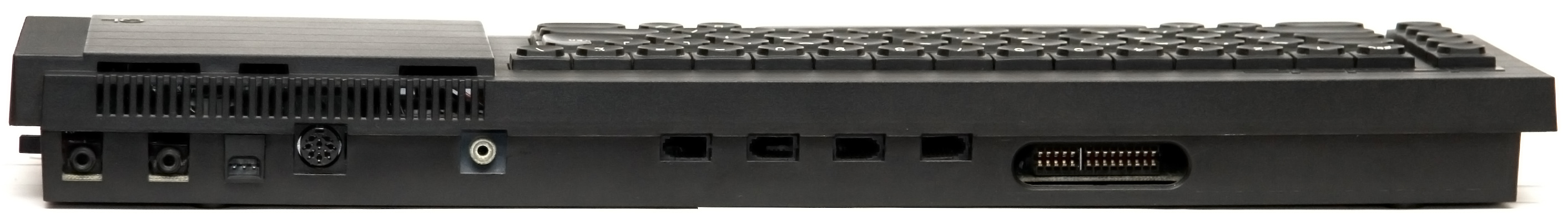
A QL hátsó oldala

## Történet
A QL volt az első nagy tömegben gyártott Motorola 68000-sorozatú processzorral készült személyi számítógép. Megjelenése egy hónappal megelőzte az eredeti Apple Macintosh és egy évvel az Atari ST gépet, amelyek szintén Motorola 68000-es processzorra épültek.

## Fordítás
- Ez a szócikk részben vagy egészben a Sinclair QL című angol Wikipédia-szócikk ezen változatának fordításán alapul.  Az eredeti cikk szerkesztőit annak laptörténete sorolja fel. Ez a jelzés csupán a megfogalmazás eredetét és a szerzői jogokat jelzi, nem szolgál a cikkben szereplő információk forrásmegjelöléseként.

### Emulátorok és támogatás
- RWAP Software - Software, second hand items and keyboard membranes
- RWAP Adventures - Adventure programs for the Sinclair QL and ZX Spectrum
- Jochen Merz Software
- TF Services (Tony Firshman) Spares, repairs and addons for the QL
- Davide Santachiara web page
- Q-emuLator Sinclair QL emulator for Windows and Mac OS
- QPC emulator for DOS and Windows (uses QDOS successor SMSQ/E)
- uQLx emulator for Unix
- QL2K - Sinclair QL Emulator for Windows 2000/XP